# Finlay Robertson
Finlay Robertson (* 12. November 2002 in Dundee) ist ein schottischer Fußballspieler, der beim FC Dundee unter Vertrag steht.

## Karriere

### Verein
Finlay Robertson kam im Alter von 11 Jahren in die Jugendakademie des FC Dundee. Als Spieler unter James McPake in der U18 erhielt Robertson an seinem 16. Geburtstag im November 2018 seinen ersten Vertrag als Profi. Er gab sein Debüt in der ersten Mannschaft von Dundee am letzten Spieltag der Saison Erstligasaison 2018/19 gegen den FC St. Mirren unter dem Interimstrainer McPake. Dundee stand zu diesem Zeitpunkt bereits als Absteiger in die zweite Liga fest. In der Zweitligasaison 2019/20 wurde Robertson 16-mal eingesetzt, der Wiederaufstieg jedoch nicht erreicht. Am Ende der Saison 2020/21 gelang nach den Play-offs der Aufstieg zurück in die Scottish Premiership. Während der laufenden Spielzeit hatte Robertson bereits eine dreijährige Vertragsverlängerung in Dundee unterzeichnet. Im September 2021 wechselte Robertson auf Leihbasis bis Januar 2022 zum schottischen Drittligisten Cove Rangers. Am 26. November 2022 erzielte Robertson sein erstes Tor für Dundee, bei einem 6:2-Sieg nach Verlängerung im schottischen Pokal gegen den Airdrieonians FC. Robertson gewann am Ende der Saison 2022/23 mit Dundee die schottische Zweitligameisterschaft.
Im Juni 2023 gab Dundee bekannt, dass Robertson einen neuen Zweijahresvertrag bis 2025 unterzeichnet habe.

### Nationalmannschaft
Finlay Robertson spielte im Jahr 2019 zweimal in der schottischen U-19-Nationalmannschaft. Im November 2023 kam er zu seinem Debüt in der U21 gegen Belgien.